# Enciclopedia universal ilustrada europeo-americana
L'Enciclopedia universal ilustrada europeo-americana (chiamata anche Enciclopedia Espasa, o Enciclopedia Espasa-Calpe) è una vastissima enciclopedia spagnola pubblicata dal 1908 al 1930. La sua pubblicazione sostituì per estensione e ricchezza di contenuti il Diccionario Enciclopédico Hispano-Americano de Literatura, Ciencias y Artes, pubblicato a Barcellona tra il 1887 e il 1889 (con appendici e supplementi fino al 1910). Nel 1986 il Libro de los récords Guinness, edizione spagnola del Libro Guinness dei record, la considerava la più vasta enciclopedia stampata con 105 000 pagine e 165 200 000 parole. Risulta composta di 72 volumi (numerati da 1 a 70, con le parti 18 e 28 consistenti di due tomi ciascuno) più un'appendice in 10 volumi pubblicata nel 1930-1933. Tra il 1935 e il 2003, sono stati pubblicati 33 volumi supplementari più un indice, un'altra appendice A-Z e un atlante per un totale di 118 volumi.

## Descrizione
La guida bibliografica in lingua inglese Encyclopaedias: Their History Throughout The Ages (Collison, Robert, 1966), che enumera con note storiche estensive le enciclopedie prodotte sin dal 350 a.C., considera l'Espasa come una delle più grandi enciclopedie, insieme con l'Encyclopædia Britannica Eleventh Edition e l'Enciclopedia Italiana (p. 147). «Quest’opera è notevole per il suo dettaglio: rientrano tra le sue voci carte e piante di luoghi anche remoti, riproduzioni e descrizioni di opere d’arte, lunghe bibliografie di portata internazionale; con una precisa trattazione a dizionario di singole parole e, in molti casi, con gli equivalenti stranieri, ed ampi spazi dedicati a lunghe trattazioni per i temi più importanti». (trad. da en-Wp) (201). Gli autori dell'opera, come esempio del suo scopo, menzionano nella prefazione (vii) che tutti i generi botanici conosciuti in quel momento sono presenti nell'enciclopedia.

Le parole comuni (non i nomi propri) sono tradotte in inglese, francese, tedesco, esperanto e altre lingue.
Lo scopo degli editori era quello di creare un'enciclopedia di riferimento in spagnolo che affrontasse le tematiche della scienza e della tecnologia e nello stesso tempo la storia, le biografie, la geografia, l'arte, e la letteratura della Spagna e dell'America Latina.

Secondo i calcoli dei suoi autori, l'enciclopedia possiede più di 165 000 pagine e 200 milioni di parole. Si stima che la versione in 82 volumi abbia un numero di voci superiore a un milione (Kister 450).
Solo lievi revisioni sono state apportate ai volumi originali, così come la riscrittura di una parte della voce "bicicleta" del 1910, che affermava che "una pistola o un revolver" erano una delle cose che si sarebbero dovute portare nell'effettuare un giro in bicicletta.
Nel 2003 una versione rivista fu pubblicata in 90 volumi, consistente degli 82 volumi originali più un nuovo volume 8 ("Complemento Enciclopédico 1934-2002") che forniva informazioni aggiornate in ordine alfabetico. I vecchi supplementi non saranno più ripubblicati.

## Volumi
1. A-ACD
2. ACE-ADZ
3. AE-ALAK
4. ALAL-ALLY
5. AM-ARCH
6. ARD-AZZ
7. B-BELL
8. BEM-BONF
9. BONG-BZ
10. C-CANAJ
11. CANAL-CARZ
12. CAS-CG
13. CI-COLD
14. COLE-CONST
15. CONST-CRAZ
16. CRE-CHARG
17. CHARI-DELLW
18. PT.1 DEM-DIR / PT.2 DIS-ECZ
19. ECH-ENRE
20. ENRI-ESPAN
21. ESPANA
22. ESPANA-EZZ
23. F-FLAMEZ
24. FLAMI-FUH
25. FUI-GIBZ
26. GIC-GUAZ
27. GUB-HN
28. PT.1 HO-INSUS / PT.2 INT-KZ
29. L-LEON
30. LEONA-LOMZ
31. LON-MADZ
32. MAE-MARH
33. MARI-MECH
34. MED-MICZ
35. MICH-MOMZ
36. MON-MTZ
37. MU-NEBY
38. NEC-NULLY
39. NUM-OQU
40. OR-PAKU
41. PAL-PAROZ
42. PARE-PEKZ
43. PEL-PESZ
44. PET-PIRZ
45. PIS-POLN
46. POLO-PREDZ
47. PREE-PTZ
48. PU-QW
49. R-REEZ
50. REF-REUZ
51. REV-ROM
52. ROMA-SAINT
53. SAINTE-StaCRUZ
54. StaCUBICIA-SELH
55. SELI-SIEZ
56. SIF-SOL
57. SOLA-SUBN
58. SUBO-TALASZ
59. TALAT-TELD
60. TELE-TERZ
61. TES-TIRN
62. TIRO-TOUM
63. TOUN-TRAZ
64. TRE-TUMZ
65. TUN-URZ
66. U.S.-VAREZ
67. VARF-VERQ
68. VERR-VINIE
69. VINIF-WEF
70. WEG-ZZ

### Appendici
1. A-BECH
2. BED-CEO
3. CER-DEM
4. DEN-EZT
5. F-HOK
6. HOL-MARCH
7. MARD-OZ
8. P-REE
9. REF-SZ
10. T-ZYX

### Supplementi
1. 1934
2. 1935
3. 1936-39 PRIMERA PARTE / 1936-39 SEGUNDA PARTE
4. 1940-41
5. 1942-44
6. 1945-48
7. 1949-52
8. 1953-54
9. 1955-56
10. 1957-58
11. 1959-60
12. 1961-62
13. 1963-64
14. 1965-66
15. 1967-68
16. 1969-70
17. 1971-72
18. 1973-74
19. 1975-76
20. 1977-78
21. 1979-80
22. 1981-82
23. 1983-84
24. 1985-86
25. 1987-88
26. 1989-90
27. 1991-92
28. 1993-94
29. 1995-96
30. 1997-98
31. 1999-2000
32. 2001-02
33. 2003-2004
34. El siglo de la Espasa

### Indici
1. Index 1934-1996
2. Index 1934-1980